# Antoine Boin
Pour les articles homonymes, voir Boin.
Antoine Boin, né le 19 janvier 1769 à Bourges et mort le 29 janvier 1852 à Saint-Denis-de-Palin, était un homme politique français.

## Biographie

### Un médecin berrichon
Fils d'un avocat, Boin est étudiant en médecine à Paris lorsqu'éclate en 1789 la Révolution française. Après la fermeture de son école, il sert pendant dix ans comme médecin auprès de l'armée du Nord.
Après avoir pris sa retraite de médecin militaire, il retourne à Bourges et y exerce avec un certain succès sous le Premier Empire.

### Carrière politique

#### Premier mandat de député (1815-1816)
Royaliste, Boin refuse d'adhérer à Napoléon durant les Cent-Jours. La Seconde Restauration le récompense de sa fidélité en lui donnant la croix de chevalier de la Légion d'honneur des mains du duc d'Angoulême.
Il se lance alors dans une carrière politique et est élu député du Cher le 22 août 1815, par 69 voix sur 134 votants et 188 inscrits. Modéré et attaché à l'esprit de la Charte de 1814, il siège au centre-gauche et s'oppose aux ultra-royalistes alors majoritaires. Cela ne l'empêche pas d'avoir de vibrants élans de loyalisme. Ainsi le 9 novembre 1815 propose-t-il à l'assemblée de punir de mort quiconque arborerait le drapeau tricolore. Il intervient également dans le débat sur la loi électorale, et propose un mode de scrutin cantonal à deux degrés, avec un renouvellement partiel de la Chambre. 

#### Second mandat (1816-1820)
En octobre 1816, à la suite de la dissolution de la Chambre décrétée par Louis XVIII, son mandat est remis en jeu et il est réélu avec 72 voix sur 136 votants. Cette fois-ci il siège avec la majorité constitutionnelle. Il intervient à la tribune sur de multiples sujets: à propos de la loi sur la presse, où il soutient l'instauration de jurys pour juger les abus éventuels, mais encore sur des questions fiscales. Enfin en 1819 il vote contre les deux lois d'exceptions. Boin est alors très lié au ministère de Decazes. 
Le 8 juin 1820, sans doute sur ordre du gouvernement, Boin dépose un amendement dans le cadre de la loi dite du double-vote, inspiré par une proposition préalable de Camille Jordan. Cet amendement Boin crée des grands collèges départementaux regroupant les électeurs les plus fortunés qui peuvent voter deux fois: une première fois aux collèges d'arrondissement désignant 258 députés, une seconde fois aux collèges départementaux nommant les 172 autres élus. La proposition est votée dès le 9 juin. 

#### Troisième et quatrième mandats (1820-1827)
Réélu en novembre 1820, Boin évolue vers la droite au cours de son troisième mandat et soutient le gouvernement ultra de Villèle qui le nomme inspecteur général des eaux minérales. En 1823 il est fait officier de la Légion d'honneur en récompense de ses services. Il est réélu une dernière fois en février 1824 mais n'apparaît plus que très rarement à la tribune, se concentrant sur des questions relatives à la santé publique.

### Retraite
Boin abandonne son mandat électif en 1827 et retourne à la vie privée. Il décède en 1852 à l'âge de 83 ans. Il a laissé quelques ouvrages relatifs à la médecine.

## Sources
- Ressources relatives à la vie publique :   - base Léonore
  - Base Sycomore
- Notice dans un dictionnaire ou une encyclopédie généraliste :   - Deutsche Biographie
- Notices d'autorité :   - VIAF
  - ISNI
  - BnF (données)
  - IdRef
  - GND
  - Norvège
- « Antoine Boin », dans Adolphe Robert et Gaston Cougny, Dictionnaire des parlementaires français, Edgar Bourloton, 1889-1891 [détail de l’édition]